# Glycyphana velutina
Glycyphana velutina är en skalbaggsart som beskrevs av Macleay 1886. Glycyphana velutina ingår i släktet Glycyphana och familjen Cetoniidae. Inga underarter finns listade i Catalogue of Life.